# Strimmig trädletare
Strimmig trädletare (Thripadectes holostictus) är en fågel i familjen ugnsfåglar inom ordningen tättingar.

## Utseende
Strimmig trädletare är en medelstor brunaktig tätting. På huvud, rygg och undersida är den kraftigt beigestrimmig, dock med smalare streck och något mer diffust än hos gulflammig trädletare, framför allt på undersidan,

## Utbredning och systematik
Strimmig trädletare delas in i tre underarter:
- Thripadectes holostictus striatidorsus – förekommer i Anderna i sydvästra Colombia (Nariño) och västra Ecuador
- Thripadectes holostictus holostictus – förekommer i Anderna från Colombia till sydvästra Venezuela, östra Ecuador och norra Peru
- Thripadectes holostictus moderatus - förekommer i subtropiska östra Peru (Junín och Cusco) och västra Bolivia

## Levnadssätt
Strimmig trädletare hittas i undervegetation i bergsskog på 1500-2500 meters höjd. Den ses enstaka eller i par, framförallt kring bambu.

## Status och hot
Arten har ett stort utbredningsområde, men tros minska i antal, dock inte tillräckligt kraftigt för att den ska betraktas som hotad. Internationella naturvårdsunionen IUCN listar arten som livskraftig (LC).